# Margaret Bondfield
Margaret Grace Bondfield, född 17 mars 1873 i Chard i Somerset, död 16 juni 1953 i Sanderstead i Croydon i London, var en brittisk politiker (Labour), och arbetsminister. Hon var den första kvinnan som blev minister i en brittisk regering. 

## Biografi
Bondfield intog tidigt en ledande ställning inom den kvinnliga fackföreningsrörelsen, bland annat som biträdande sekreterare i butiksbiträdenas fackförening 1898–1908. Hon representerade den brittiska fackföreningsrörelsen vid en mängd internationella kongresser. 
Hon satt i parlamentet 1923-1924 och 1926-1931. Hon var en av sex kvinnor som valdes in i parlamentet 1923; de tillhörde den första generation kvinnor som valdes in i det brittiska parlamentet, då endast två kvinnor hade suttit där förut.
Bondfield blev parlamentssekreterare i arbetsministeriet 1924. Hon var arbetsminister i Ramsay MacDonalds regering 1929–1931.